# 达姆纳加尔
达姆纳加尔（Damnagar），是印度古吉拉特邦Amreli县的一个城镇。总人口16714（2001年）。

## 人口
该地2001年总人口16714人，其中男性8806人，女性7908人；0—6岁人口2266人，其中男1213人，女1053人；识字率66.42%，其中男性为73.21%，女性为58.86%。